# Ökologierechtszentrum Bellona
Das Ökologierechtszentrum "Bellona" (russisch Экологический правозащитный центр "Беллона") ist eine Nichtregierungsorganisation in Sankt Petersburg. Sie berät Umweltschutzaktivisten in juristischen Fragen, dazu informiert sie über Umweltschutzprobleme in Russland.

## Geschichte
Die Organisation wurde im April 1998 gegründet, als Reaktion auf Prozesse gegen Umweltschutzaktivisten wie Alexander Nikitin.
Sie wurde unterstützt von der Bellona-Stiftung in Oslo.

## Struktur
Hauptschwerpunkte der Tätigkeit sind juristische Beratung, Information und Expertisen zu Umweltschutzproblemen in Russland. Jedes Jahr werden fünf Projekte bearbeitet.
Zurzeit arbeiten 16 Mitarbeiter für Bellona, darunter Juristen, Experten, Journalisten. Jedes Jahr unterstützen mehr als 50 Freiwillige die Tätigkeit.
Die Organisation gibt eine Zeitschrift heraus.

## Mitglieder
- Alexander Nikitin (Vorsitzender)
- Nikolai Rybakow (Exekutivdirektor 2008–2015)
- Juri Schmidt (Rechtsanwalt, bis 2013)